# Когнитивна наука
Когнитивната наука (и като когнитивистика) може накратко да се дефинира като изучаването на природата на интелигентността. Тя взима от множество емпирични дисциплини, включително психология, философия, невронаука, езикознание, антропология, компютърни науки, социология и биология. Терминът „когнитивна наука“ е измислен от Кристофър Лонгет-Хигинс през 1973 в коментар към Лайтхил репорт, който се отнасял до тогавашното състояние на изследванията върху Изкуствения интелект. В същото десетилетие е създадено списанието Когнитивна наука, както и Общество за когнитивна наука.
Когнитивната наука се различава от когнитивната психология по това, че алгоритмите, използвани за симулиране на човешкото поведение, се изпълняват или могат да бъдат изпълнени от компютърни програми.